# Mustafa Arruf
Mustafa Hamed Moh Arruf, né à Melilla le 8 juin 1958 et mort le 10 février 2025 dans la même ville, est un sculpteur espagnol.

## Biographie
Mustafa Hamed Moh Arruf naît à Melilla (ville espagnole située en Afrique du Nord) en 1958. Il a commencé ses études artistiques à l'École des Arts Appliqués et Métiers Artistiques de sa ville natale et a poursuivi sa formation aux Beaux-Arts dans la ville de Grenade. Sa vocation première est la peinture et la sculpture et, bien qu'il ait travaillé avec des matériaux tels que le bois, la pierre (aux Pays-Bas) et le bronze, c'est avec ce matériau qu'il exprime le mieux son art,.
Au milieu des années quatre-vingt, il s'installe en Allemagne où il réalise diverses œuvres présentées à la Maison d'Espagne à Francfort. Après une brève résidence aux Pays-Bas, il s'installe à Madrid, dans les années 1990, une période artistiquement très productive, et travaille avec MAGISA Bronze Foundry et la Art Gallery Serie. Plus tard, il travaille dans le programme public d'Escuelas Taller y Casas de Oficio, où il effectue différentes tâches d'enseignement, jusqu'à ce qu'il obtienne un poste de restaurateur au Musée Archéologique de la ville de Melilla.
Comme l'ensemble de son travail, sa sculpture urbaine — qui est exposée sur les places, rues, avenues, parcs et jardins de différents pays — et publique — qui est exposée dans les centres de différentes administrations — présente une diversité importante, dans laquelle les éléments artistiques (ornementaux) sont combinés avec des éléments expressifs (conceptuels).
Un groupe de ses œuvres — promu par des institutions publiques ou privées, et fait de ses débuts en tant que sculpteur, en 1985, jusqu'à aujourd'hui — la forme des bustes ou des statues de personnes célèbres nées ou liées à sa ville natale : à l'enseignement (Juan Caro Romero, 1985), à la peinture (Victorio Manchón, 1994), aux lettres et à la représentation théâtrale (le dramaturge Fernando Arrabal, 1994, le poète Miguel Fernández 1994, et l'acteur et metteur en scène Antonio César Jiménez Segura 2007), et l'architecture (Enrique Nieto, 2008). Un autre groupe  forme des sculptures plus avant-gardistes, avec de forts contrastes dans son design : plat/volume, doux/rugueux, dur/doux et surtout diagonal/circulaire, avec des quarts de lune qui font que ses œuvres contiennent un équilibre et une tension dynamiques.

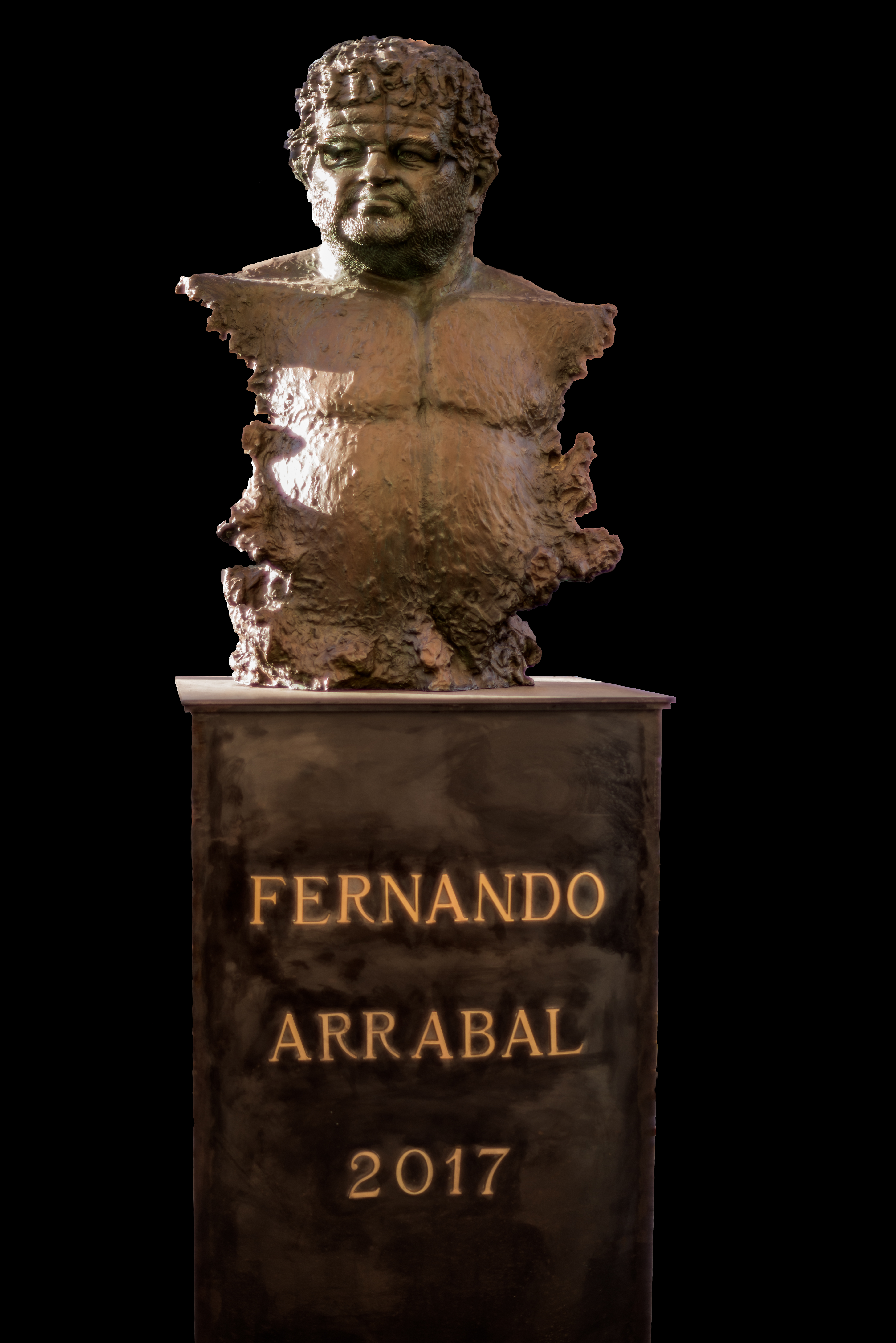
Hommage à Fernando Arrabal (Melilla, 1993-2017).

En 1997, il a remporté le concours que la ville autonome de Melilla avait convoqué pour la célébration du 5e centenaire de sa fondation espagnole avec l'œuvre Encuentros, sa sculpture la plus monumentale et populaire, mais pas la plus réussie de l'avis de son créateur. Une réplique de la moitié est dans le parc Juan Carlos I à Madrid, au pied duquel est transcrit un sonnet de Fernando Arrabal.
Une autre réplique de l'autre moitié est dans le parc des Trois Cultures de la ville de Tolède.
Le sculpteur — conscient que l'auteur ne doit pas interpréter son travail puisque la composition dans l'art d'occuper l'espace dépend, plus que dans toute autre discipline, du point de vue — fait ici une exception avec des limites :
« Rencontres signifie l'union des cultures, des continents, des peuples. C'est l'étreinte des continents et des cultures. Le mot "Encuentros" est très significatif. Ce type de sculpture permet de nombreuses interprétations car l'esprit est libre. J'ai mis "Encuentros" comme j'aurais pu mettre autre chose, mais la philosophie est l'union des cultures, de la Terre Mère. »

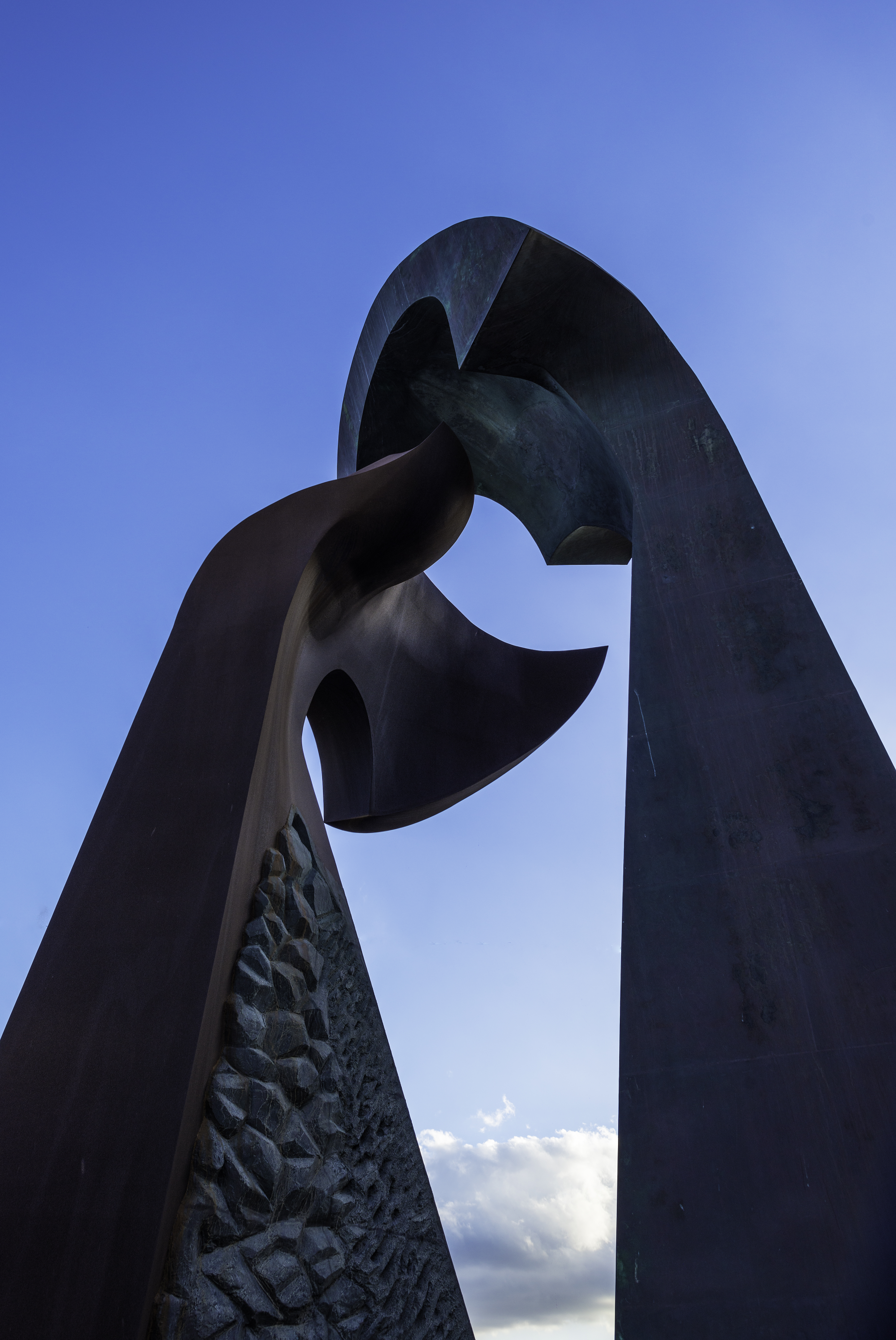
Rencontres (Melilla, 1997).

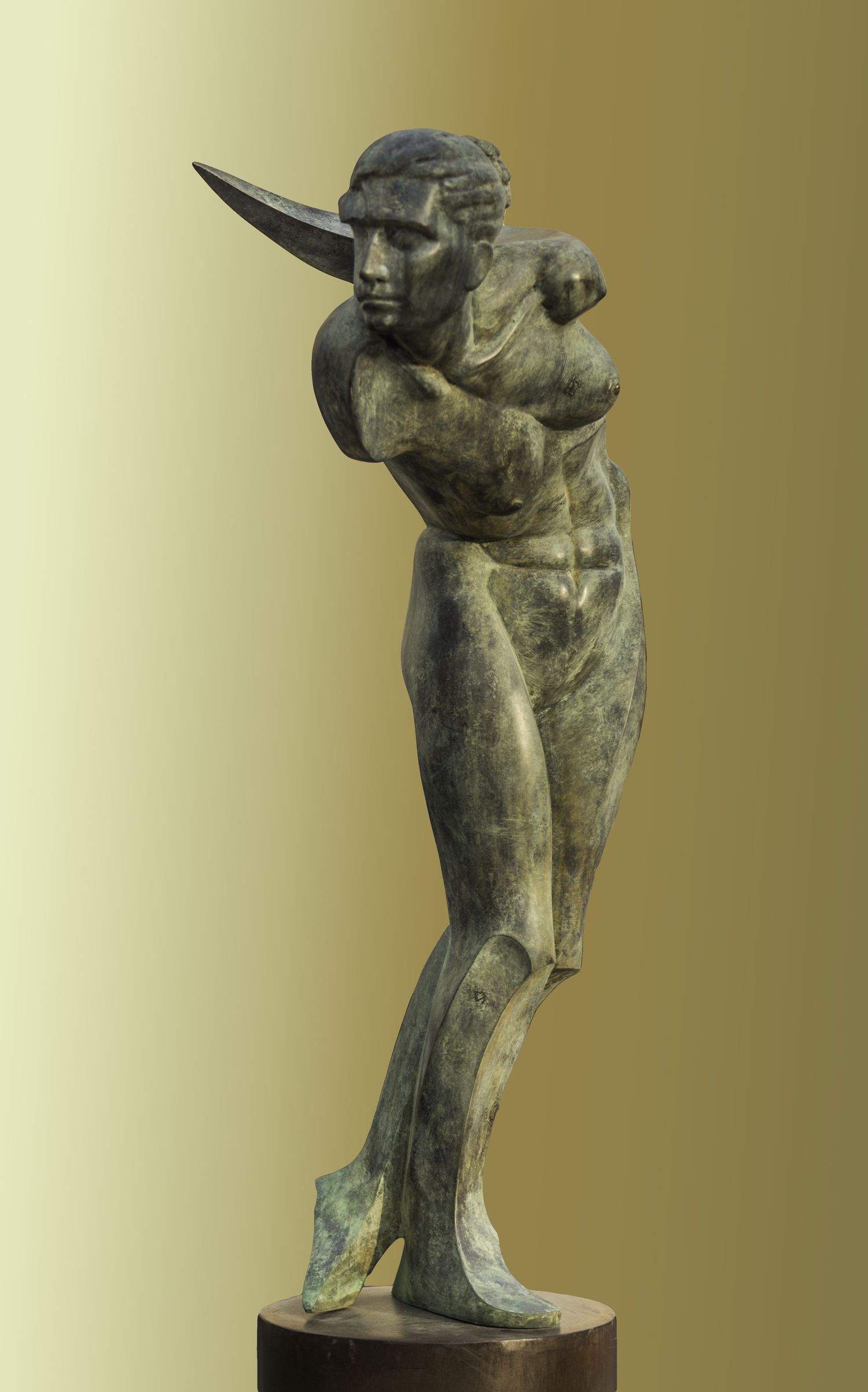
Vénus (Melilla, 2002).

En 2002, il a développé un groupe de sculptures féminines, promu par la Consejería de Obras Públicas de Melilla, qui cette année avait décidé d'allouer un pour cent du budget de la culture pour l'embellissement de la ville. Ce sont des œuvres à l'esthétique figurative-expressive, avec une formulation géométrique et une prédominance dans la rotation en spirale.
Œuvres dans les espaces publics :
- Amsterdam (Pays-Bas)
- Berlin (Allemagne)
- Huelva (Espagne)
- Madrid Espagne)
- Melilla (Espagne)
- Tolède (Espagne)
- Torrejón de Ardoz (Madrid, Espagne)
- Tromso (Norvège)

## Œuvres[14]

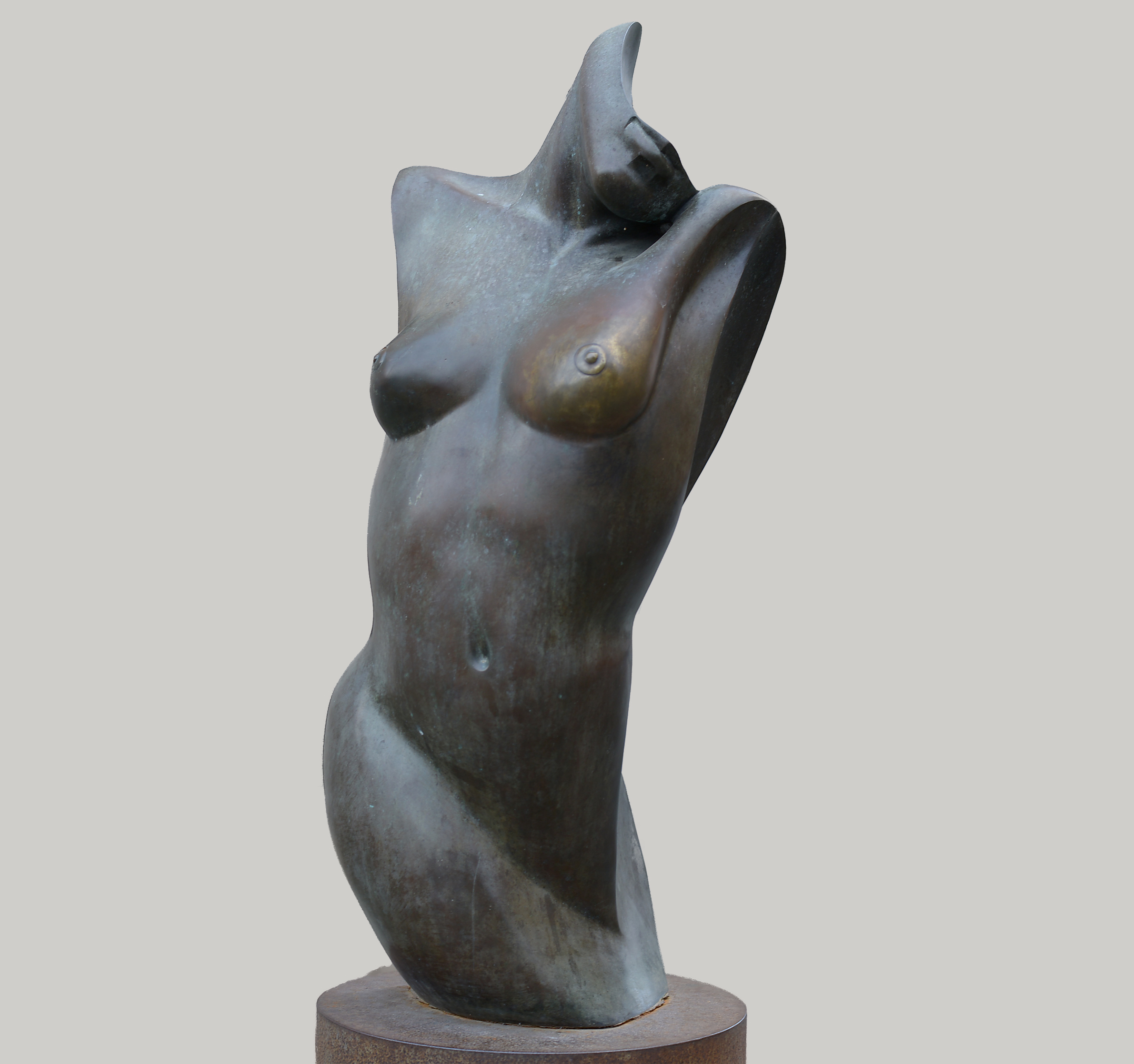
Torse (1993).

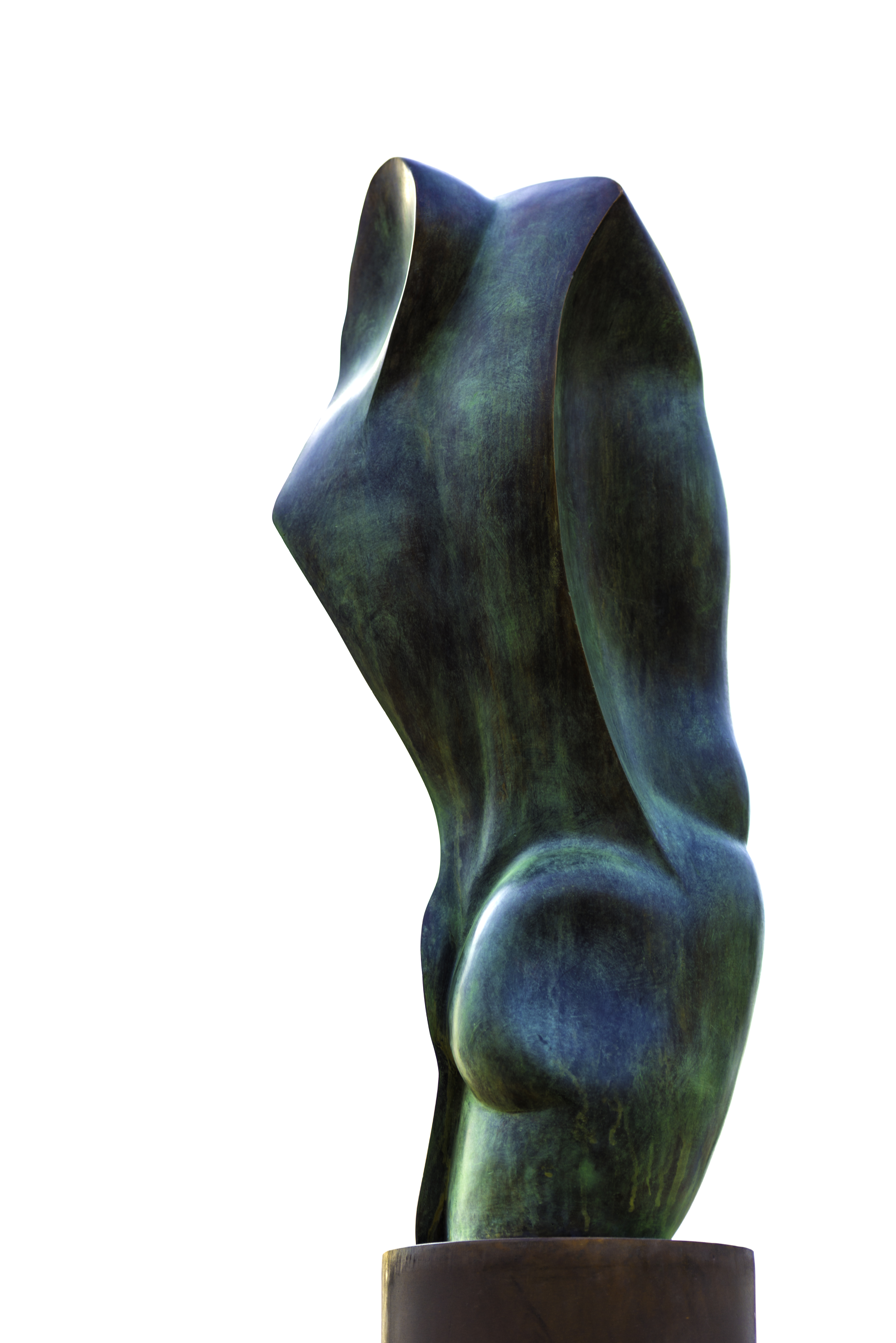
Torse (Melilla, 2002).

- 1985 - Hommage au maître D. Juan Caro Romero (bronze)
- 1988 - Ambro Bank (relief en pierre) (Amsterdam, Pays-Bas)
- 1992 - Formes entrelacées (fer)
- 1993 - Torse (bronze et acier corten)
- 1994 - Buste de Victorio Manchón (bronze, 45 cm)
- 1994 - Hommage à Fernando Arrabal (bronze)
- 1994 - Hommage au poète Miguel Fernández (bronze)
- 1997 - Rencontres (corten de bronze et d'acier, 12 et 10 m)
- 1997 - Torse (bronze) à l'extérieur du Parc du Musée d'Art Moderne de Tromsø (Norvège)
- 1998 - Rencontres (bronze, 12 m)
- 1998 - Torse (bronze) Torrejón de Ardoz (Madrid)
- 2001 - Monument au Lieutenant Francisco Jesús Aguilar Fernández (bronze)
- 2002 - Femme (bronze) : dix sculptures qui se trouvaient dans le Paseo Marítimo Francisco Mir Berlanga (Melilla).
- 2007 - Monument à Antonio César Jiménez Segura (bronze et fer)
- 2008 - Hommage à Pablo Ruiz Picasso (Málaga)[15].
- 2008 - Monument à Enrique Nieto et Nieto[Quoi ?] (bronze)
- 2013 - Les petits chiens du jour des amoureux (bronze)[16]

## Expositions
- 1986 Mustafá Arruf, Maison d'Espagne, Francfort, Allemagne
- 1992 Rétrospective, Salle de la Bibliothèque publique de l'État, Melilla (inaugurée le 14 octobre)
- 1997 Salon International d'Art Moderne (Estampa), Madrid, Espagne
- 1997 Prix de la Semaine internationale du cinéma de Melilla. Sculpture Rencontres
- 1997 Galerie d'art. Exposition collective (Madrid).
- 1997 Prix de la Semaine internationale du film. Prix de la ville de Melilla. Sculpture `Rencontres'
- 1998 Fernando Arrabal Espace, Villa San Carlo Borromeo. Milan Italie
- 1999: Visiones de Fernando Arrabal, Museu de la Ciutat de Valencia (du 2 novembre au 12 décembre)[17]
- 2000 Galerie d'art. Exposition collective (Madrid)
- 2004 Forum. Exposition collective (Barcelone)
- 2006 Melilla Sefarad, Fondation Gaselec, Melilla (du 29 mars au 30 avril)[18]
- 2012 Hommage à Dounia Oualit, Fondation CDG, Rabat (du 27 juin au 28 septembre)[19]

## Prix et distinctions
- 2e Prix national de la Biennale de sculpture de Castellón (avec son œuvre Mère) (1981).
- La Ville autonome de Melilla consacre une rue à Mustafa Arruf (2003)[20].